# غرانت سميث (لاعب كرة قدم)
غرانت سميث (بالإنجليزية: Grant Smith)‏ هو لاعب كرة قدم بريطاني، ولد في 20 نوفمبر 1993. لعب مع نادي ريدنغ ونادي فولهام.